# Hortense Diédhiou
Hortence Diédhiou (Ziguinchor, 19 d'agost de 1983) és una esportista senegalesa que va competir en judo, guanyadora de tres medalles als Jocs Panafricans entre els anys 2007 i 2015, i nou medalles al Campionat Africà de Judo entre els anys 2002 i 2015.

## Palmarès internacional
| Jocs Panafricans | Jocs Panafricans              | Jocs Panafricans | Jocs Panafricans |
| Any              | Lloc                          | Medalla          | Categoria        |
| ---------------- | ----------------------------- | ---------------- | ---------------- |
| 2007             | Alger ( Algèria)              | 1                | –52 kg           |
| 2011             | Maputo ( Moçambic)            | 2                | –57 kg           |
| 2015             | Brazzaville ( Rep. del Congo) | 3                | –57 kg           |
| Campionat Africà |                               |                  |                  |
| Any              | Lloc                          | Medalla          | Categoria        |
| 2002             | el Caire ( Egipte)            | 1                | –52 kg           |
| 2005             | Port Elizabeth ( Sud-àfrica)  | 3                | –52 kg           |
| 2006             | Port Louis ( Maurici)         | 3                | –52 kg           |
| 2008             | Agadir ( Marroc)              | 3                | –52 kg           |
| 2010             | Yaoundé ( Camerun)            | 3                | –57 kg           |
| 2011             | Dakar ( Senegal)              | 1                | –57 kg           |
| 2012             | Agadir ( Marroc)              | 2                | –57 kg           |
| 2013             | Maputo ( Moçambic)            | 3                | –57 kg           |
| 2015             | Libreville ( Gabon)           | 3                | –57 kg           |